# Mässingssträckspindel
Mässingssträckspindel (Tetragnatha extensa) är en spindelart som först beskrevs av Carl von Linné 1758.  Mässingssträckspindel ingår i släktet sträckkäkspindlar, och familjen käkspindlar. Arten är reproducerande i Sverige.

## Underarter
Arten delas in i följande underarter:
- T. e. brachygnatha
- T. e. contigua
- T. e. maracandica
- T. e. pulchra